# Tomo Mahorič
Tomo Mahorič (ur. 28 kwietnia 1965, w Lublanie) – słoweński trener koszykarski. Były trener BC Kijów.
Mahorič był czterokrotnie asystentem trenera narodowej reprezentacji Słowenii (1992, 1993, 1997 i 2001). Równolegle także był drugim trenerem w Olimpiji Ljubljana – w latach 1992–1995 i 1997–1999, z którą w 1994 zdobył Puchar Saporty po finałowej wygranej z Taugres Vitoria 91-81.
Przez sezon 1995/1996 prowadził drugoligowy Interier Krsko, gdzie pierwsze kroki na parkietach stawiała przyszła gwiazda Euroligi Ariel McDonald.
Słoweniec pierwszy poważny kontrakt uzyskał jednak dopiero w 1999, gdy objął na trzy lata Slovana Ljubljana. Jego pracę w Slovanie doceniono na tyle, że na sezon 2002/2003 wrócił do Olimpii Lublana, ale już jako pierwszy szkoleniowiec. Z tym klubem zdobył Puchar Słowenii w 2003.
Od lipca 2004 do stycznia 2005 Mahorič był trenerem Śląska Wrocław, z którym awansował z grupy w Pucharze ULEB, lecz mimo to i tak go później zwolniono. Sezon dokończył jako szkoleniowiec Lietuvos Rytas Wilno, wygrywając właśnie Puchar ULEB. Po rocznym odpoczynku od koszykówki, Tomo Mahorič latem 2006 ponownie został szkoleniowcem Olimpiji Ljubljana. Kilka miesięcy później zrezygnował jednak z powodu słabych wyników, a także problemów finansowych. Przez jeden sezon, od 1 stycznia 2007 roku był szkoleniowcem BC Kijów.